# Alexandar Jristov
Alexandar Ivanov Jristov –en búlgaro, Александър Иванов Христов– (Plovdiv, 28 de julio de 1964) es un deportista búlgaro que compitió en boxeo.
Participó en dos Juegos Olímpicos de Verano, en los años 1988 y 1996, obteniendo una medalla de plata en Seúl 1988, en el peso gallo.
Ganó una medalla de oro en el Campeonato Mundial de Boxeo Aficionado de 1993 y tres medallas en el Campeonato Europeo de Boxeo Aficionado entre los años 1985 y 1996.

## Palmarés internacional
| Juegos Olímpicos   | Juegos Olímpicos     | Juegos Olímpicos  | Juegos Olímpicos |
| Año                | Lugar                | Medalla           | Categoría        |
| ------------------ | -------------------- | ----------------- | ---------------- |
| 1988               | Seúl (Corea del Sur) | Medalla de plata  | 54 kg            |
| Campeonato Mundial |                      |                   |                  |
| Año                | Lugar                | Medalla           | Categoría        |
| 1993               | Tampere (Finlandia)  | Medalla de oro    | 54 kg            |
| Campeonato Europeo |                      |                   |                  |
| Año                | Lugar                | Medalla           | Categoría        |
| 1985               | Budapest (Hungría)   | Medalla de plata  | 54 kg            |
| 1987               | Turín (Italia)       | Medalla de oro    | 54 kg            |
| 1996               | Vejle (Dinamarca)    | Medalla de bronce | 54 kg            |